# Longueuil
Longueuil – miasto w Kanadzie, w prowincji Quebec, w regionie Montérégie, nie jest częścią żadnego MRC (razem z kilkoma pobliskimi miastami tworzy terytorium równoważne Longueuil). Miasto leży nad Rzeką Świętego Wawrzyńca naprzeciwko Montrealu i stanowi część jego aglomeracji. Longueuil jest piątym co do wielkości miastem Quebecu i dziewiętnastym pod względem wielkości miastem Kanady.
Liczba mieszkańców Longueuil wynosi 229 330. Język francuski jest językiem ojczystym dla 80,1%, angielski dla 6,8% mieszkańców (2006).
W mieście rozwinął się przemysł zbrojeniowy, metalowy oraz włókienniczy.

## Współpraca
- Whitby, Kanada
- Lafayette, Stany Zjednoczone